# NGC 4663
NGC 4663 est une galaxie lenticulaire située dans la constellation de la Vierge. Sa vitesse par rapport au fond diffus cosmologique est de 2 748 ± 41 km/s, ce qui correspond à une distance de Hubble de 40,5 ± 2,9 Mpc (∼132 millions d'al). NGC 4663 a été découverte par l'astronome allemand Wilhelm Tempel en 1882. Cette galaxie a aussi été observée par l'astronome français Guillaume Bigourdan le 13 mai 1888 et elle a été inscrite à l'Index Catalogue sous la désignation IC 811.
Selon Gérard de Vaucouleurs, Antoinette de Vaucouleurs et Harold Corwin, NGC 4658 et NGC 4663 forment une paire de galaxies. NGC 4658 et NGC 4663 sont toutes deux à 132 millions d'années-lumière de la Voie lactée et forment sûrement une paire réelle de galaxies.

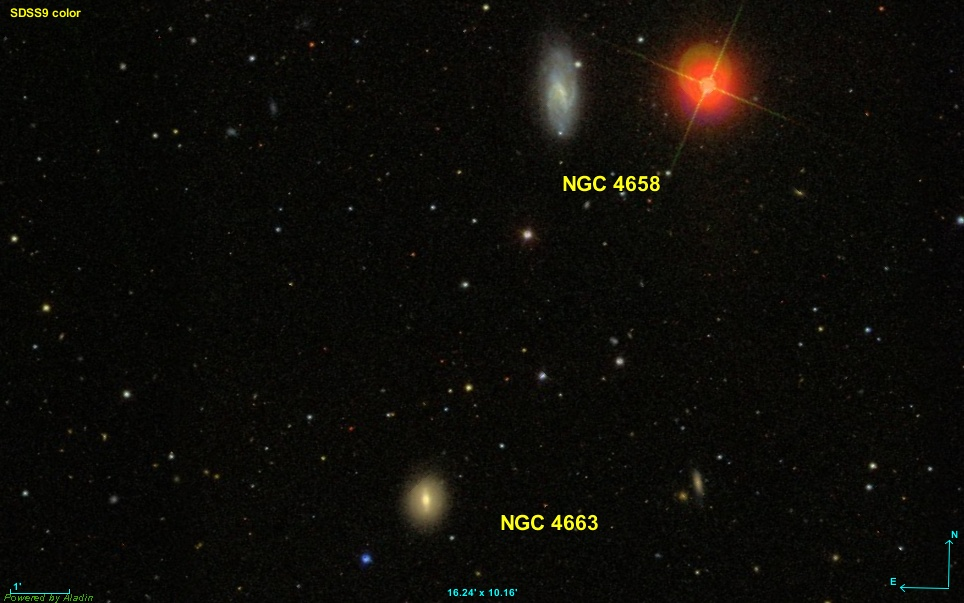
La paire de galaxie NGC 4658 et NGC 4663

## Groupe de NGC 4658
Selon A.M. Garcia, le groupe de NGC 4658 compte au moins six galaxies : NGC 4658, NGC 4680, NGC 4682, MCG -1-33-32, MCG -2-33-10 et MCG -2-33-20. Mais, à cette liste, il faut sans doute ajouter la galaxie NGC 4663, car elle forme une paire de galaxies avec NGC 4658.